# Veľká Tŕňa
Veľká Tŕňa (em húngaro: Nagytoronya) é um município da Eslováquia, situado no distrito de Trebišov, na região de Košice. Tem 14,11 km² de área e sua população em 2018 foi estimada em 461 habitantes.

## Demografia
| Ano:        | 1994 | 2004    | 2014   | 2024   |
| ----------- | ---- | ------- | ------ | ------ |
| Broj ljudi: | 539  | 484     | 457    | 443    |
| Razlika:    |      | -10,20% | -5,57% | -3,06% |

| Ano:               | 2023 | 2024   |
| ------------------ | ---- | ------ |
| Número de pessoas: | 448  | 443    |
| Diferença:         |      | -1,11% |